# تزوير اعمار اللاعبين في العراق

## منتخب الناشئين 2008
في فبراير 2008 اكتشف الاتحاد الآسيوي وجود عشر حالات تزوير في أعمار اللاعبين خلال منافسات آسيا للناشئين في مختلف المجموعات بعد أن قام بتصوير بعض اللاعبين بالأشعة المقطعية المعتمدة كنظام للكشف عن حالات التزوير التي يلجأ إليها البعض خلال منافسات المراحل السنية للفوز بالتصفيات والتأهل إلى النهائيات. وأوقف الاتحاد القاري اعتماد نتائج ثلاث مجموعات من المجموعات الخمس المشاركة في التصفيات إلى حين البت بشكل نهائي في قضية اكتشاف حالات التزوير. وتم استبعاد منتخبات العراق وطاجيكستان وكوريا الشمالية من بطولة آسيا للناشئين في طشقند أكتوبر 2008 رغم نجاحها في عبور التصفيات نتيجة إشراك لاعبين فوق السن القانوني خلال التصفيات التي استضافتها مدينة الدمام السعودية وتأهل منها منتخبا الهند والعراق.
قررت لجنة العقوبات في الاتحاد الاسيوي استبعاد العراق من النهائيات بعد ان اشرك لاعبا لا يحق له اللعب في التصفيات التي اقيمت في الدمام في نوفمبر 2007 في مباراة السعودية ضد العراق التي اقيمت في 7 نوفمبر 2007، وتنص لوائح البطولة على عدم السماح باشراك لاعب في نسختين بينما قام الاتحاد العراقي باشراك اللاعب احمد علي محي الطرفة في كاس اسيا للناشئين تحت سن 16سنة 2006 في سنغافورة (تعرف سابقا بكاس اسيا للناشئين تحت سن 17سنة) وكذلك قام باشراك ذات اللاعب في تصفيات كاس اسيا للناشئين 2008 وهذا ما يعتبر مخالفة للوائح.

## منتخب الشباب 2012
في سبتمبر 2012 تخلف تسعة لاعبين من منتخب شباب العراق عن مرافقة الوفد المغادر للمشاركة في البطولة الثلاثية إلى جانب منتخبي الأردن وتونس في عمان، حيث احجزتهم الجهات الامنية في مطار بغداد الدولي، أثناء توجه البعثة العراقية لمغادرة الأراضي العراقية إلى الأردن. الا ان اللاعبين (جواد كاظم، كرار صالح، علي ياسين، احمد حسين، مصطفى ناظم، همام طارق، علي عدنان، عمار كاظم) تم احتجازهم من قبل أمن المطار لوجود تزوير في جوازات سفرهم «وتحديدا سنوات تولدهم». ، وكانت بعثة منتخب الشباب يرأسها عضو اتحاد الكرة كامل زغير إلى جانب الجهاز الفني المكون من حكيم شاكر مدرباً ومساعديه اثير عصام وصفاء عدنان ومدرب اللياقة البدنية علي حسين حاتم ومدرب حراس المرمى جليل زيدان فضلاً عن الكادرين الطبي والإداري.
وأكد المدير الإداري لمنتخب الشباب كريم فرحان «أن جهازاً حديثاً في مطار بغداد لفحص الجوازات فاجأنا بتأشيره أزاء عدد من جوازات لاعبي المنتخب»، مبيناً أن اللاعبين الذين تم إبعادهم بداعي التزوير سبق لهم السفر مع المنتخب لمرات عديدة، فيما كشف عن تشكيل لجنة للتحقيق في القضية.

## منتخب الشباب 2014
ضم منتخب الشباب عام 2014 وكادره التدريبي المؤلف من (رحيم حميد، ابراهيم سالم، عباس عبيد، عادل نعمة) وكانت بعثة منتخب الشباب إلى ميانمار للمشاركة في بطولة آسيا للشباب تحت 19 عاما في أكتوبر 2014 تضم 22 لاعبا، وكان من بينهم فقط أربع لاعبين بياناتهم حقيقية غير مزورة. واشترط نظام البطولة أن لا تتجاوز مواليد اللاعب عام 1996، كون اللوائح تنص على مشاركة لاعب بأقل من 19 عام.

### أمجد رحيم
أمجد رحيم جياد من مواليد 1994 كان حارس مرمى فريق الميناء عند استدعائه وينشط في الدوري الممتاز منذ 4 مواسم، ومثل بلده بجواز جديد مزور باسم «أمجد رحيم جبار» وبمواليد 1996 كي يتمكن من اللعب في منتخبات الشباب، حيث رافق منتخب العراق للشباب في تموز 2014 بثلاث معسكرات في إيران وتركيا ولبنان، وبعدما قيام الصحفي روان الناهي بعرض وثائقه الأصلية في وسائل الإعلام والقنوات التلفزيونية قرر اتحاد الكرة إبعاده قبل يومين من سفر البعثة رغم وجود اسمه في امر الإيفاد الصادر من اللجنة الاولمبية، وهو ما أكده رئيس الاتحاد في تصريحات تلفزيونية مسجلة وموثقة في (اليوتيوب) ولنفس السبب أكد رئيس لجنة المنتخبات فالح موسى ان اللاعب قد قام بتزوير بياناته وتم استبعاده، لكن الغريب في الامر إن اتحاد كرة القدم قام بالإكتفاء بإبعاد اللاعب دون توجيه عقوبة الحرمان أو مجرد عقوبة توبيخ كي يقنعوا الشارع الرياضي إنهم ضد التزوير.

### مهند ارزيج
اللاعب مهند إرزيج أسود من مدينة الرمادي، هذا اللاعب كان عمره 29 عاما عندا تم استدعائه لمنتخب الشباب، وهذا اللاعب قام بتزوير بياناته الأصلية ثلاث مرات، ولعب بثلاث جوازات مختلفة، فجوازه الأول بمواليد 1985 وسافر به إلى دولتين، ثم قام بتزوير جوازه إلى مواليد 1990 وسافر إلى بلدين مرة بسفرة سياحية ومرة مع أحد الأندية والمنتخب، واخيراً بجواز مواليد 1996 وعلى ضوء 8 وثائق قدمها الصحفي روان الناهي تم استبعاده ليلة السفر، مع العلم إنه كان ينشط منذ عشر مواسم في الدوري العراقي، ومن الغريب أن المدرب قام بإستدعاء لاعب إرتدى فانيلة نادري الرمادي قبل تسع مواسم بعدها مثل اندية عديدة اخرها نادي الكرخ، ومثل منتخب الشباب عام 2008 والمنتخب الاولمبي عام 2009 وومثل المنتخب الوطني عام 2010 مع الألماني سيدكا، ولكنه عاد عام 2014 لتمثيل منتخب الشباب.

### علاء مهاوي
اللاعب علاء مهاوي لم يزور سوى سنتان فقط في بياناته ولا يزال متواجد مع المنتخب العراقي، مثل قبلها منتخب الناشئين مع موفق حسين قبل عامين بنفس الوثيقة المزورة، ومواليده الحقيقية 1994 ولكن بياناته الحالية هي مواليد 1996 واثناء كشف وثائق عائلته الأصلية لوحظ إن اللاعب لديه شقيقة أتت بنفس سنة ميلاده في جوازه المزور وبفرق بسيط بالأشهر.

### شيركو كريم
اللاعب شيركو كريم من مواليد 1991، مثل منتخب الناشئين عام 2006 وبدأ مسيرته مع نادي كركوك عام 2008، بعدها مثل نادي الشرطة عام 2009، لكنه عاد 2014 ليمثل منتخب الشباب وأصبحت مواليده 1996، فمن غير المعقول أن يشارك لاعب بعمر 12 عاما بالدوري الممتاز.

### بشار رسن
بشار رسن طاهر بنيان، ارتدى فانيلة نادي القوة الجوية عام 2010، ومواليده الحقيقية في القيد العائلي 1993، وجوازه الحالي مواليد 1996 مثل منتخب الناشئين عام 2012 وشارك في الاولمبياد الاسيوية في كوريا الجنوبية عام 2014 لمنتخبات تحت 23 سنة ولكنه عاد بنفس العام للتواجد مع بعثة منتخب الشباب تحت 19 سنة، وفي أكثر من مرة طلب اتحاد الكرة من المدرب رحيم حميد إبعاده كونه أصبح لاعب منتخب وطني إلا أن المدرب بقي يتحجج ببطاقته الاسيوية، وتم الكشف عن قيده العائلي وتبين فيه أنه من مواليد 1993 وكان اللاعب يملك حساباً في موقع التواصل الإجتماعي (فيسبوك) بمواليد 1993.

### آخرون
شارك اللاعب ليث تحسين مع منتخب الشباب (بالإسم فقط) وهو ابن إخت عضو اتحاد كرة القدم كاظم محمد سلطان وبنفس الوقت يكون ابن مدرب نادي شباب النفط (زور 3 سنوات في بياناته)، واللاعب نمير حميد محسن ارتدي فانيلة الزوراء لموسمين (مزور بياناته لثلاث سنوات)، أما اللاعب مصطفى الامين فقد كان يرتدي فانيلة نادي نفط ميسان منذ خمس مواسم في الدوري العراقي وبهذا يكون قد بدأ مسيرته بعمر 13 سنة، واللاعب أحمد باسل فاضل من مواليد 1994 (تزوير سنتان)، واللاعب رسول حنون لاعب نادي نفط ميسان من مواليد 1989 وكان يحمل جواز سفر مواليد 1995 باسم (رسلان حنون) ومزور بياناته (ست أعوام)، واللاعب أحمد عبد العباس فاضل من مواليد 1994 (تزوير سنتان)، وإبراهيم نعيم مطر مواليد 1994 (تزوير سنتان)، واللاعب أمير صباح كان يحمل جواز مواليد 1996 في حين جواز سفره الأصلي مواليد 1992 (تزوير 4 سنوات)، وهناك لاعب إسمه كريم شويع تم إحتجازه في مطار بغداد ورفضت السلطات الحكومية تسفيره مع بعثة منتخب الشباب إلى معسكر تركيا في تموز 2014 وإحتجازه بتهمة التزوير.
استجاب الكادر التدريبي لمطاليب وسائل الإعلام وقام بإستبعاد سبعه لاعبين لثبوت تزوير بياناتهم، مما دعى عدة وسائل إعلامية إطلاق التحذيرات التي نشرت على الصحف العراقية قبل البطولة بثلاث أشهر وفي مرحلة التحضير، حول هذه الافة ومطالب مستمر بإجتثاثها دون إذن صاغية من قبل اتحاد الكرة والكادر التدريبي، وعلى ذكر معرفة الاتحاد الكروي والكادر التدريبي بتزوير بيانات اللاعبين تبين إن سجلات اللجنة الاولمبية العراقية واتحاد الكرة تحتفظ بأمر إيفاد منتخب الشباب إلى تركيا ولبنان قبل نهائيات آسيا، وتبين أيضاً وجود لاعب في الدوري العراقي مسجل لدى اتحاد الكرة باسم ويشارك في البطولة باسم أخر، ونفس هذا اللاعب سافر إلى تركيا باسم شقيقه، وعندما عاد قام بإستخراج جواز بإسمه الموجود في سجلات الاتحاد لكن مع تغيير اسم الجد.

## المنتخب الأولمبي 2015
أعلن الجهاز الفني للمنتخب الاولمبي عن قائمته الاولية والتي ستمثل العراق في تصفيات بطوله اسيا تحت 22 عاما، وشهدت القائمة عددا من اللاعبين المتجاوزين للسن القانوني، ولكن المدرب يحيى علوان الذي تسلم قائمه فيها 31 اسما من دائره العلاقات العامة تخبره ان هؤلاء اللاعبين يتمتعون ببطاقه اسيوية ويحق لهم تمثيل المنتخب الأولمبي، الا ان علوان استبعد منهم جل عناصر المنتخب الوطني رغم ان اوراقهم الثبوتيه تتيح لهم المشاركة في البطولة، الا ان الشارع الرياضي ووسائل الاعلام تعلم بان هذه الأسماء مزيفه ومزوره والعمل معها سيحقق نتائج وهميه لس الا، وكان من بين المزورين ضرغام اسماعيل وهمام طارق ومحمد رباط ومهند عبد الرحيم (الرحمن) ومحمد حميد وعلي عدنان ومحمد شوكان وعماد محسن وجواد كاظم.
قائمه الخمسين ضمت لاعبين مزورين، وبينهم من تسلم الاتحاد الاسيوي نسخه من قيدوهم الاساسيه، وكان في صفوف الاولمبي من قام بتزوير بياناته سنوات عديده (وعده بمثابه سرقه علنيه لاجيال كثيره يجب ايقافها)، وابرز هؤلاء المزورين لاعب اربيل مصطفى ناظم جاري الذي سبق اندية الديوانية والجوية ومن ثم أربيل ومثل جميع المنتخبات في فترات سابقة وهو خريج كلية التربية الرياضية من جامعة القادسية في حين ان قيده في جوازات الاتحاد الكروي يتحدث عن مواليد 1993 وهو منافي للحقيقه كونه مزور اربع سنوات في سجله الاساسي. وشهدت القائمة عودة لاعبين من المنتخب الأول للمنتخب الاولمبي، فلاعب نادي النفط ليث تحسين عسل مزور 3 سنوات في جواز سفره منذ ان كان في منتخب الشباب في البطولة الاخيرة، واللاعب بنفس الوقت تدرج في صفوف الفئات العمريه بنادي النفط الذي يقوده خاله منذ سنوات.
ورفض مدرب حراس المرمى صالح حميد رغم كل الضغوط التي مورست عليه استدعاء الحارس محمد حميد الذي اقترب من سن الاعتزال ولا زال البعض يدعمه لارتداء فانيله المنتخب الاولمبي.
قائمه المدرب يحيي علوان شملت تواجد لاعبين مزورين ومتلاعبين بأوراقهم الرسميه في الفترات التي مثلوا فيها منتخبات (الاشبال والناشئين والشباب)، ولكن مواليدهم الحقيقية تسمح لهم بالمشاركة وهؤلاء اللاعبين هم: شيركو كريم وعلي لطيف ومهدي كامل وعلاء مهاوي ومصطفي الامين ومحمود عيال طعان وبشار رسن وامجد وليد وسعد ناطق، وكان جواز سفره اللاعب مهدي كامل شلتاغ يشير إلى انه من مواليد 1995 في حين ان بياناته الحقيقة من مواليد 1993 وهو العمر المسموح للمشاركه ضمن منتخبات تحت 22 عاما، أما ميلاد فلاح حسن لاعب المصافي والعلوم سابقاً مزور في سجله المدني (اربع سنوات) حيث يشير القيد الاساس لهذا اللاعب انه من مواليد 1989، وما يدعو للسخريه ان صفحه اللاعب الشخصية في الفيسبوك مثبت فيها مواليده الحقيقة بسنه 1989 وهو نفس ما مسجل في السجل الاساس.

## المنتخب الأولمبي 2017
في تموز 2017 تقدم الوفدان البحريني والأفغاني، باحتجاج رسمي إلى الاتحاد الآسيوي، يتهم المنتخب العراقي الأولمبي، بتزوير أعمار بعض لاعبيه، الذين شاركوا في التصفيات المؤهلة لكأس آسيا تحت 23 عاما، وكان الوفدان البحريني والأفغاني، استندا في احتجاجهما على شكوى مقدمة من وزير الرياضة العراقي ضد عبد الخالق مسعود رئيس الاتحاد المحلي هناك، يتهمه فيها بتزوير أعمار لاعبي منتخبات أسود الرافدين في كل الفئات السنية. ويأتي لاعب المنتخب العراقي أمجد عطوان ومازن فياض ومحمد فياض على رأس اللاعبين، الذين شاركوا في التصفيات بعد تزوير عمرهم الحقيقي.
وأثناء التصفيات تبيّن بشكل واضح وجود مجموعة من اللاعبين المزورين والذي يبلغ مواليد أحدهم 1992 وشاركوا في الدوري العراقي الممتاز بحسب بعض المصادر الموثوقة من داخل العراق، رغم أن المشاركة في التصفيات وفقًا للوائح الاتحاد الآسيوي تقتصر على اللاعبين من مواليد 1995 / 1996، وقد شارك منتخبنا بلاعبين غالبيتهم من مواليد 1997 / 1998 وهو ما يوضح الفارق الكبير في الأعمار.

## فضيحة منتخب الناشئين 2018
في تموز 2018 أوقفت سلطات مطار بغداد الدولي 13 لاعباً من صفوف منتخب الناشئين، وصادرت جوازات السفر الخاصة بهم كونها مزورة وتختلف عن اعمارهم الحقيقة، وتم منعهم من السفر إلى الأردن، للمشاركة في بطولة غرب آسيا للناشئين، وأعفى اتحاد الكرة مدرب منتخب الناشئين علي هادي وجهازه التدريبي والإداري من مهمته بشكل فوري، بعد فضيحة إيقاف اللاعبين المزورين.
وأبلغ العراق اتحاد غرب آسيا اعتذاره عن المشاركة في بطولة غرب آسيا التي انطلقت في الأول من أغسطس 2018، وكان المسؤولون عن المنتخب العراقي قد أكدوا على اللاعبين لحلاقة شعر رأسهم ليبدوا أصغر سنا، من دون أن يحدد أسماء اللاعبين الذين تبين أن أوراقهم مزورة.

وكان قبلها بيومين قد أعلن الاتحاد العراقي لكرة القدم عن كشف حالات تزوير في أندية الفئات العمرية لـ ١٣٥ هوية أحوال مدنية و٤٥ بطاقة موحدة و٣٥ حالة للاعبين بعضهم يلعب بأسماء أشقائهم مما دعا بعدها بعدة أيام لجنة المسابقات بتأجيل دوري أندية الشباب لاكتشاف تزوير مهول في الاعمار طال 541 لاعباً.
وذكر بيان صادر عن الاتحاد أن «الاتحاد تابع باهتمام بالغ تداعيات ما حصل في مطار بغداد الدولي مع وفد منتخب الناشئين الذي كان من المقرر له أن يشارك في بطولة غرب آسيا التي ستحتضنها العاصمة الأردنية عمان»، وأضاف «لذلك ناسف لما حصل، فإن الاتحاد يؤكد انه طالما اجتمع مع الملاك التدريبي والإداري للمنتخب المعني وطالبهما بضرورة التقيد بالأعمار الصحيحة والقانونية بعيدا عن أي لغة أخرى تبحث عن الإنجاز على حساب سمعة البلد إذ سبق للاتحاد بشطب أكثر من ١٨ لاعبا ثبت تزوير أوراقهم الرسمية قبل شهرين من ألان».

وأعلن الاتحاد العراقي لكرة القدم عن تسمية المدرب فيصل عزيز مدرب براعم العراق، مدرباً جديداً لمنتخب ناشئة العراق مع الاستعانة بلاعبين جدد وبأعمار حقيقية، للعودة بالمشاركة في بطولة غرب آسيا، مما اضطر المدرب إلى الاستعانة بلاعبي منتخب البراعم مع عدد من اللاعبين الأخرين للناشئين بأعمارهم الحقيقية.
وأعلنت وزارة الداخلية العراقية أن الوزير قاسم الاعرجي، أمر بفتح تحقيق في قضية الجوازات المزورة للاعبي منتخب الناشئين، وتقديم دعوى قضائية ضد اتحاد الكرة والكادر التدريبي لمنتخب الناشئين.

### حل منتخب الشباب
بعد جدل الناشئين في نفس العام، قرر مدرب منتخب شباب العراق قحطان جثير حل منتخب الشباب بالكامل، والبحث عن لاعبين جدد بأعمار حقيقية مع إجراء فحوصات طبية، والتأكد من كشوفات اللاعبين الجدد والمتواجدين معه، وذلك كي لا يتكرر سيناريو منتخب الشباب خلال المرحلة المقبلة، خصوصاً وهو مقبل على المشاركة في نهائيات آسيا في إندونيسيا، المقرر إقامتها منتصف شهر أكتوبر/تشرين أول 2018، وبعد قرار منتخب الشباب؛ قرر المنتخب الأولمبي العراقي الانسحاب من دورة الألعاب الآسيوية التي كانت ستقام في إندونيسيا وذلك بسبب قضية اللاعبين المتواجدين في صفوفه، وكان المنتخب الأولمبي العراقي، قد أحدث ضجة هائلة بسبب قائمة المنتخب المتواجدة التي سوف تشارك في دورة الألعاب الآسيوية في جاكرتا في منتصف أغسطس 2018 بسبب اللاعبين المتواجدين، ولكن بعد حادثة الناشئين، أصبحت جميع المنتخبات الأخرى تخشى ذات المصير في مطار بغداد الدولي، لكي لا تتكرر الفضيحة مستقبلاً.

كشف الاتحاد العراقي لكرة القدم في 29 أغسطس 2018 عن مضمون رسالة ارسلها الفيفا له تتضمن اتهام وزير الشباب والرياضة عبد الحسين عبطان الاتحاد بالمشاركة في تزوير اعمار اللاعبين بمختلف الفئات العمرية.

## المنتخب الأولمبي 2019
قرر الاتحاد العراقي لكرة القدم، إعادة سبعة لاعبين من معسكر المنتخب الأولمبي، بسبب التزوير واللعب مع المنتخب العراقي الأول، وقال مصدر في الاتحاد إن «اللاعبين الذين تمت إعادتهم هم علاء عباس ومصطفى محمد وكرار فالح ومحمد علي عبود وخضر علي ومحمد رضا ومحمد داوود» وأوضح أن سبب إعادة هؤلاء اللاعبين، أن بعضهم مثلوا المنتخب العراقي الأول، وآخرين متهمون بتزوير أعمارهم، وأشار إلى أن الطاقم التدريبي لمنتخب العراق الأولمبي الذي يقوده عبد الغني شهد، يجب عليه استدعاء لاعبين جدد.

## الهوامش
1. ↑  الاقتصادية ، 10 حالات تزوير ترشح ناشئي الأخضر لنهائيات آسيا 2008 ، الجمعة 1 مايو 2009[وصلة مكسورة] نسخة محفوظة 2021-12-31 على موقع واي باك مشين.
2. ↑  البيان الاماراتية ، «الرنين المغناطيسي» مطرقة على رؤوس المزوّرين ، 25 أكتوبر 2008 نسخة محفوظة 2021-03-20 على موقع واي باك مشين.
3. ↑  جريدة الرياض ، الاتحاد الآسيوي يرفض استئناف العراق والأخضر يتأهل لنهائيات الناشئين ، 15 فبراير 2008م - العدد 14480 نسخة محفوظة 31 ديسمبر 2021 على موقع واي باك مشين.
4. ↑  الحل نيوز : حجز تسعة لاعبين من منتخب شباب العراق في مطار بغداد الدولي بسبب تزوير جوازاتهم نسخة محفوظة 31 ديسمبر 2021 على موقع واي باك مشين.
5. ↑  جريدة العراق اليوم ، جهاز المطار الجديد يفاجيء منتخب الشباب بتهمة تزوير اعمار بعض لاعبيه والاتحاد يحقق ويستعد لإستبعادهم ، الإثنين 17-09-2012 نسخة محفوظة 2019-09-01 على موقع واي باك مشين.
6. ↑  موقع كورة- وثائق مقدمة من الصحفي روان الناهي نسخة محفوظة 31 ديسمبر 2021 على موقع واي باك مشين.
7. 1 2 3 4 5 6 7 8  روان الناهي، المصدر نفسه نسخة محفوظة 31 ديسمبر 2021 على موقع واي باك مشين.
8. ↑  رياضة دوت كوم ، بعد إعلان قائمة الخمسين الأولية: كشف حساب حقيقة أعمار لاعبي منتخبنا الأولمبي نسخة محفوظة 31 ديسمبر 2021 على موقع واي باك مشين.
9. 1 2 3 4  المصدر نفسه نسخة محفوظة 31 ديسمبر 2021 على موقع واي باك مشين.
10. ↑  راديو الغد ، احتجاج بحريني أفغاني ضد تزوير أعمار العراق الأولمبي 25 يوليو 2017 نسخة محفوظة 31 ديسمبر 2021 على موقع واي باك مشين.
11. ↑  جريدة البلاد ، رسميًّا.. البحرين تحتج على تزوير أعمار لاعبي الأولمبي العراقي ، الثلاثاء 25 يوليو 2017 نسخة محفوظة 2017-07-27 على موقع واي باك مشين.
12. 1 2  وكالة انباء براثا2018-08-02 نسخة محفوظة 2018-08-05 على موقع واي باك مشين.
13. ↑  الجديد ، إقالة مدرب منتخب العراق للناشئين بسبب تزوير أعمار اللاعبين الاثنين 30 يوليو 2018 نسخة محفوظة 31 ديسمبر 2021 على موقع واي باك مشين.
14. ↑  صحيفة العراق الالكترونية ، بالاسماء التزوير حتى في رياضة العراق!منع ناشئين من السفر للاردن بسبب تزوير أعمارهم ،30 يوليو 2018 نسخة محفوظة 13 ديسمبر 2021 على موقع واي باك مشين.
15. ↑  العربي الجديد ، بعد فضيحة التزوير بالعراق... حل منتخب الشباب والأولمبي يعتذر عن المشاركة آسيوياً ، علي إسماعيل 2 أغسطس 2018 نسخة محفوظة 2023-03-26 على موقع واي باك مشين.
16. ↑  السومرية نيوز ، عبطان يتهم اتحاد الكرة بالمشاركة في تزوير اعمار اللاعبين نسخة محفوظة 31 ديسمبر 2021 على موقع واي باك مشين.
17. ↑  صحيفة الخليج ، زيدان الربيعي ، مزورون في الأولمبي العراقي 28 ديسمبر 2019 نسخة محفوظة 31 ديسمبر 2021 على موقع واي باك مشين.

## وصلات خارجية
- فضيحة تزوير اعمار لاعبي منتخب الناشئين يكشفها حيدر زكي في التفاصيل كاملة من اليوتيوب
- مونت كارلو الدولية، ثقافة التزوير تهدد كرة القدم العراقية، نشرت في: 06/08/2018